# Курбанов, Сумен Курбанович
Сумен Курбанович Курбанов (1898—1943) — красноармеец Рабоче-крестьянской Красной Армии, участник Великой Отечественной войны, Герой Советского Союза (1944).

## Биография
Сумен Курбанов родился в 1898 году в селе Муги (ныне — Акушинский район Дагестана). Даргинец по происхождению. После окончания Буйнакского педагогического училища работал учителем. В 1942 году Курбанов был призван на службу в Рабоче-крестьянскую Красную Армию. С апреля того же года — на фронтах Великой Отечественной войны. К ноябрю 1943 года гвардии красноармеец Сумен Курбанов был стрелком 5-й стрелковой роты 1-го гвардейского стрелкового полка 2-й гвардейской стрелковой дивизии 56-й армии Северо-Кавказского фронта. Отличился во время Керченско-Эльтигенской операции.
В ночь со 2 на 3 ноября 1943 года Курбанов в составе передовых частей переправился через Керченский пролив и принял активное участие в боях на Керченском полуострове. Во время боя у села Маяк (ныне — посёлок Подмаячный в черте Керчи) он лично подорвал вражеский дзот. В декабре 1943 года Курбанов пропал без вести.
Указом Президиума Верховного Совета СССР от 16 мая 1944 года гвардии красноармеец Сумен Курбанов посмертно был удостоен высокого звания Героя Советского Союза. Также посмертно был награждён орденом Ленина.
В честь Курбанова названа школа и установлен памятник в его родном селе.